# Paszkowo
Paszkowo (biał. Пашкава; ros. Пашково) – wieś na Białorusi, w obwodzie witebskim, w rejonie postawskim, w sielsowiecie Kuropole.

## Historia
W czasach zaborów w gminie Postawy, w powiecie dzisieńskim, w guberni wileńskiej Imperium Rosyjskiego.
W dwudziestoleciu międzywojennym wieś leżała w Polsce, w województwie wileńskim, w powiecie duniłowickim, od 1926 w powiecie dziśnieńskim, w gminie Postawy.
Według Powszechnego Spisu Ludności z 1921 roku zamieszkiwały tu 54 osoby, 13 były wyznania rzymskokatolickiego, a 41 prawosławnego. Jednocześnie 13 mieszkańców zadeklarowało polską, a 41 białoruską przynależność narodową. Było tu 12 budynków mieszkalnych. 
W 1931 wymieniono wieś i osadę.
- wieś w 11 domach zamieszkiwały 63 osoby[5].
- osadę w 2 domach zamieszkiwało 10 osób[5].

Wierni należeli do parafii rzymskokatolickiej w Postawach i prawosławnej w Andronach. Miejscowość podlegała pod Sąd Grodzki w Postawach i Okręgowy w Wilnie; właściwy urząd pocztowy mieścił się w m. Kuropole.
W 1938 roku miejscowość należała do gromady Rabieki gminy Postawy.
Po agresji ZSRR na Polskę w 1939 roku wieś znalazła się w granicach BSRR. W latach 1941–1944 była pod okupacją niemiecką. Następnie leżała w BSRR. Od 1991 roku w Republice Białorusi.
Do 2002 wieś wchodziła w skład sielsowietu Juńki.